# Corynoptera antespinifera
Corynoptera antespinifera är en tvåvingeart som beskrevs av Werner Mohrig 1987. Corynoptera antespinifera ingår i släktet Corynoptera och familjen sorgmyggor.
Artens utbredningsområde är Nepal. Inga underarter finns listade i Catalogue of Life.